# Пилипівська Друга сільська рада
Пилипівська Друга сільська рада (Пилипівська (російська) сільська рада, Пилипо-Російська сільська рада) — колишня адміністративно-територіальна одиниця та орган місцевого самоврядування у Чуднівському районі Бердичівської округи, Вінницької та Житомирської областей Української РСР з адміністративним центром у селі Пилипівка Друга.

## Населені пункти
Сільській раді на час ліквідації були підпорядковані населені пункти:
- с. Пилипівка Друга.

## Населення
Відповідно до перепису населення СРСР, станом на 17 грудня 1926 року, чисельність населення ради становила 700 осіб, з них, за статтю: чоловіків — 300, жінок — 400. Кількість господарств — 102, з них несільського типу — 5.
Кількість населення ради, станом на 1931 рік, становила 1 038 осіб.

## Історія та адміністративний устрій
Створена 2 січня 1926 року як Пилипівська (російська) сільська рада (Пилипо-Російська сільська рада), відповідно до рішення Бердичівської ОАТК (протокол № 1/4 «Про відкриття нових сільрад»), у російській частині с. Пилипи (згодом — Пилипи-Російські, Пилипи Другі) Пилипівської сільської ради Чуднівського району Бердичівської округи.
7 червня 1946 року, відповідно до указу Президії Верховної ради Української РСР «Про збереження історичних найменувань та уточнення і впорядкування існуючих назв сільрад і населених пунктів Житомирської області», сільську раду перейменовано на Пилипівську Другу через перейменування її адміністративного центру на с. Пилипівка Друга.
Станом на 1 вересня 1946 року сільська рада входила до складу Чуднівського району Житомирської області, на обліку в раді перебувало с. Пилипівка Друга.
Ліквідована 11 серпня 1954 року, відповідно до указу Президії Верховної ради Української РСР «Про укрупнення сільських рад по Житомирській області», територію ради та с. Пилипівка Друга включено до складу Пилипівської сільської ради Чуднівського району Житомирської області.